# Cihat Arman
Pour les articles homonymes, voir Arman (homonymie).
Cihat Arman (16 juillet 1915 à Constantinople - 14 mai 1994 à Istanbul) est un footballeur turc évoluant au poste de gardien, joueur emblématique du Fenerbahçe SK.

## Biographie
Cihat Arman commence sa carrière de foot à 15 ans à Ankaragücu. En 1936, il est transféré aux Günes Spor Kulubu mais avec la fermeture du club, il passe au Fenerbahçe. Avec des superbes défenses, il est surnommé Ucan Kaleci (le gardien volant). Il a porté le maillot du Fenerbahçe 308 fois. 
Il participe aux jeux olympiques de 1936 et 1948 avec l'équipe nationale de Turquie. Au total il est sélectionné dans l'équipe nationale à 13 reprises. 
En 1949, il joue comme capitaine de l'équipe, comme gardien mais aussi comme travailleur de l'équipe. Il prend sa retraite sportive en 1951.
Il commence comme écrivain dans un journal mais aussi comme entraineur à Kasimpasaspor, İstanbulspor, Yesildirek mais aussi de 1955-1956, entraineur de Beşiktaş.